# Geranium viscosissimum
Geranium viscosissimum là một loài thực vật có hoa trong họ Mỏ hạc. Loài này được Fisch. & C.A.Mey. mô tả khoa học đầu tiên năm 1846.

## Hình ảnh

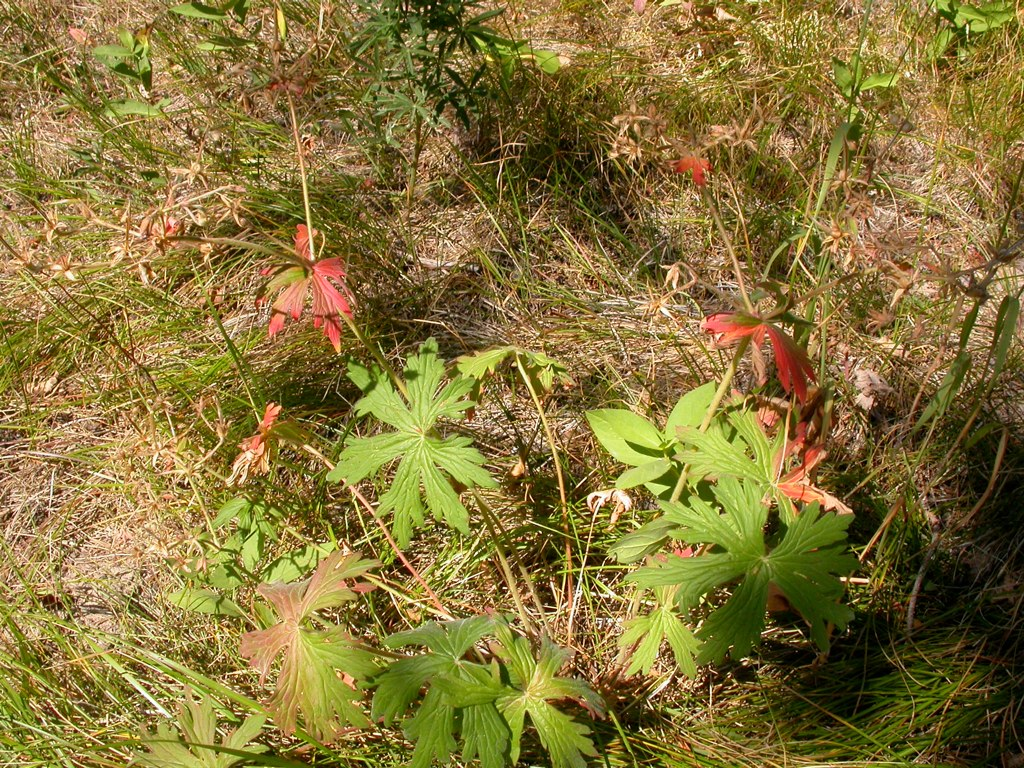
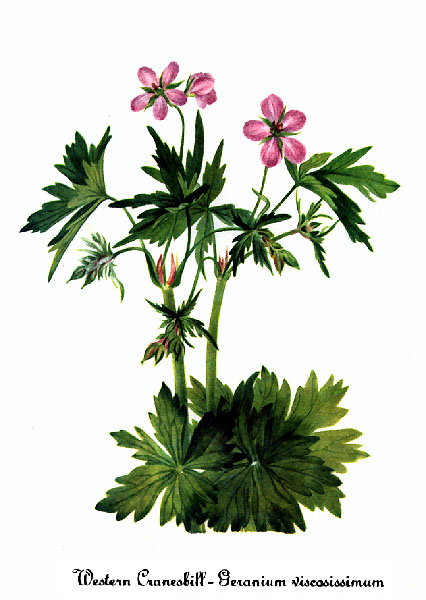
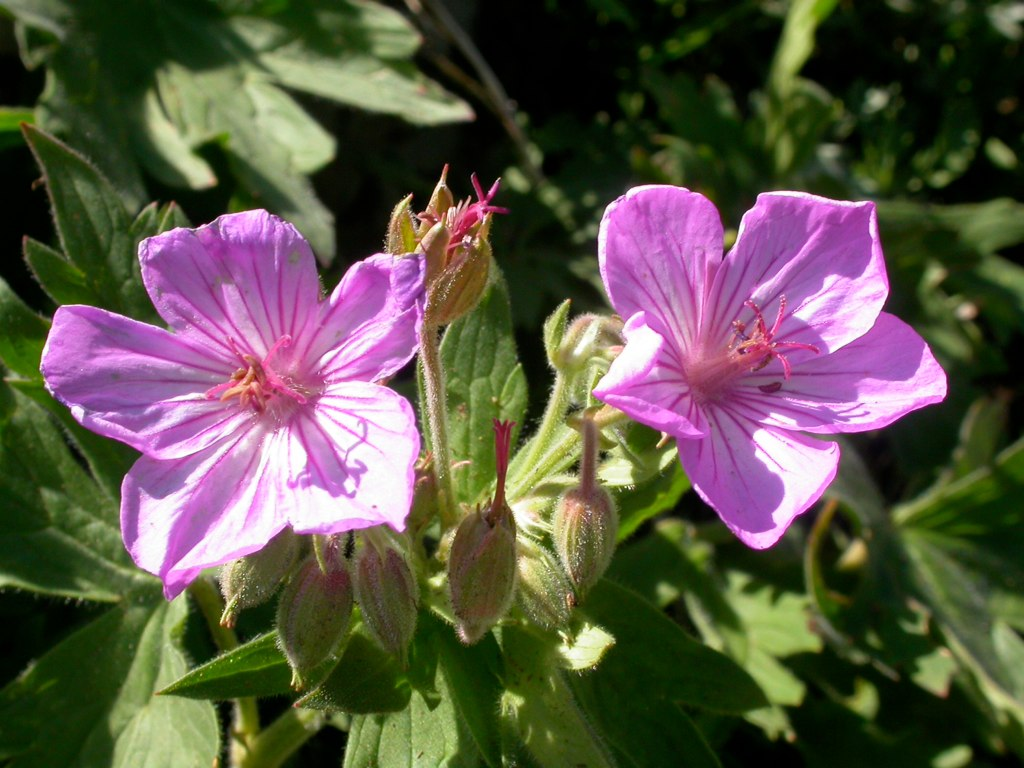
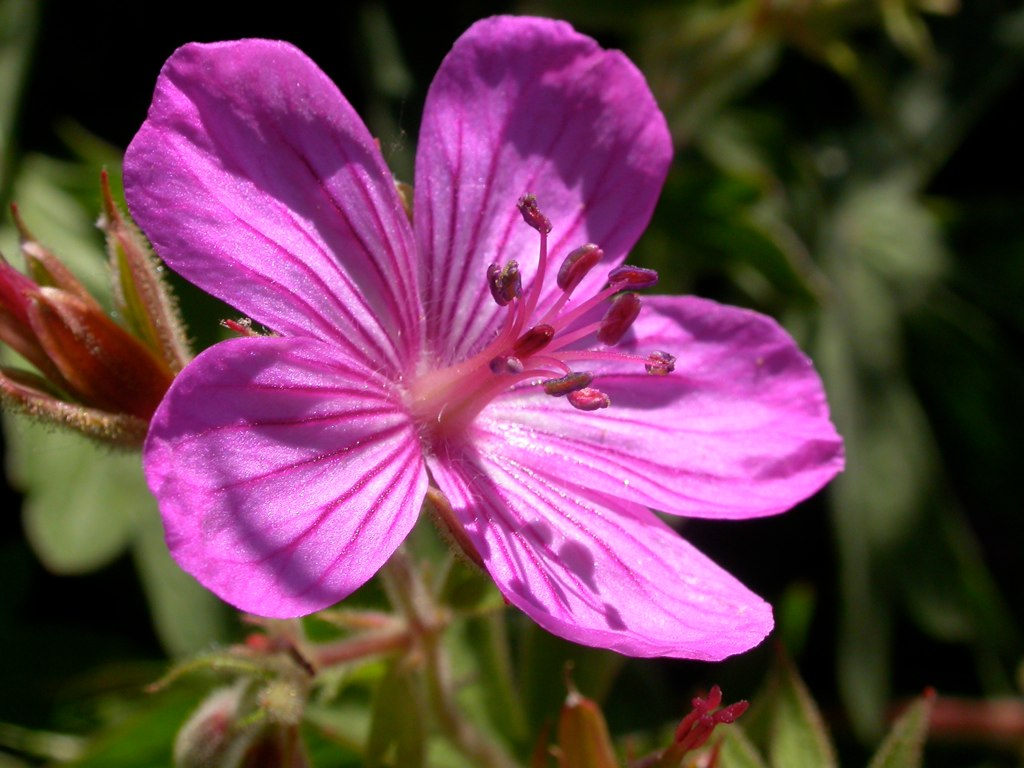